# Alexander José Vargas
Alexander José Vargas Villalobos (San José, Costa Rica, 27 de noviembre de 1978) es un exfutbolista y entrenador costarricense. Actualmente dirige al Inter de San Carlos de la Segunda división de Costa Rica.

## Trayectoria

### Guadalupe FC
Debutó como director técnico con Guadalupe FC el 15 de agosto de 2020 contra Santos de Guápiles, el encuentro finalizó con empate 2-2. Con el cuadro guadalupano realizó una goleada ante Limón FC el 6 de marzo de 2021, el encuentro finalizó con victoria 1-7. En su primera experiencia en la Primera División de Costa Rica dirigió 54 partidos, 12 victorias, 20 empates y 22 derrotas.

### San José FC
El 26 de noviembre de 2021 llegó al club San José FC de la Segunda División de Costa Rica. Con los Josefinos se mantuvo durante una temporada.

### Puntarenas FC
El 4 de julio de 2022, asumió el cargo de Puntarenas FC. El equipo fue recién ascendido a la Primera División de Costa Rica. Con el cuadro porteño, Vargas logró clasificar a Puntarenas FC a semifinales de la Primera División ubicándose en la segunda posición del grupo B con 25 puntos. Vargas se enfrentó ante el Club Sport Herediano en semifinales en los que fueron eliminados globalmente 3-1.
Bajo la dirección técnica del cuadro chuchequero, Vargas disputó el Torneo de Copa de Costa Rica en octavos de final contra Gudalupe FC en juegos de ida y vuelta, donde lograron avanzar a cuartos de final, venciendo a los guadalupanos en el marcador de penales 11-10. En cuartos de final, Vargas se enfrentó ante el C.S Herediano, siendo derrotados en el marcador global de 3-0.

## Clubes

### Como director técnico
| Equipo                            | País       | Año       |
| --------------------------------- | ---------- | --------- |
| Guadalupe F. C.                   | Costa Rica | 2020-2021 |
| San José FC                       | Costa Rica | 2021-2022 |
| Puntarenas F. C.                  | Costa Rica | 2022-2023 |
| A. D. Carmelita                   | Costa Rica | 2023      |
| Municipal Grecia                  | Costa Rica | 2023      |
| Asociación Deportiva Guanacasteca | Costa Rica | 2024      |
| Club Sport Herediano              | Costa Rica | 2025      |

### Como  segundo director técnico
| Equipo      | País       | Año       |
| ----------- | ---------- | --------- |
| Belén F. C. | Costa Rica | 2015-2020 |